# Bonifacy Jagmin
Bonifacy Franciszek Jagmin (ur. 3 listopada 1780 w Bartnikach, zm. 1840 w Warszawie) – generał brygady.
Był synem Józefa i Gertrudy Rybińskiej. Od 5 listopada 1799 r. w armii pruskiej. Walczył w kampanii napoleońskiej 1806–1807 pod Iławą, Królewcem. W 1809 wstąpił do armii Księstwa Warszawskiego. W kampaniach 1809, 1812–1814 walczył pod Walutyna górą, Możajskiem (Borodino), Czirikowem, Tarutinem, Brien. W 1815 wstąpił do armii Królestwa Polskiego i służył w 1 Pułku Strzelców Pieszych.
W powstaniu listopadowym walczył pod Wawrem, Grochowem, Białołęką, Kałuszynem, Mińskiem. Potem został dowódcą brygady w korpusie Umińskiego i walczył przeciw generałowi M. Murawiewowi, a następnie został inspektorem kawalerii. Wziął następnie urlop, a po upadku powstania zesłany do Permu, wrócił w 1833 do kraju.

## Odznaczenia
- Złoty Krzyż Virtuti Militari (15 marca 1831 nr 805)[1]
- Kawaler Legii Honorowej (Francja)
- Order św. Włodzimierza II klasy (Imperium Rosyjskie)